# イットリウム
イットリウム（ラテン語: yttrium 英語発音: [ˈɪtriəm]）は、原子番号39の元素である。元素記号はYである。単体は軟らかく銀光沢をもつ金属である。遷移金属に属すがランタノイドと化学的性質が似ているので希土類元素に分類される。唯一の安定同位体89Yのみ希土類鉱物中に存在する。単体は天然には存在しない。
1787年にカール・アクセル・アレニウスがスウェーデンのイッテルビーの近くで未知の鉱物を発見し、町名にちなんで「イッテルバイト」と名づけた。ヨハン・ガドリンはアレニウスの見つけた鉱物からイットリウムの酸化物を発見し、アンデルス・エーケベリはそれをイットリアと名づけた。1828年にフリードリヒ・ヴェーラーは鉱物からイットリウムの単体を取り出した。イットリウムは蛍光体に使われ、赤色蛍光体はテレビのブラウン管ディスプレイやLEDに使われている。ほかには電極、電解質、電気フィルタ、レーザー、超伝導体などに使われ、医療技術にも応用されている。イットリウムは生理活性物質ではないが、その化合物は人間の肺に害をおよぼす。

## 名称
元素記号には1920年代初頭まで Yt が使われていたが、のちに Y が使われるようになった。

## 特徴

### 性質
イットリウムは軟らかく銀光沢を持つ金属である。第5周期と第3族に属す遷移金属であり、周期律から予想されるとおり、第3族で第4周期のスカンジウムより電気陰性度が小さく、第6周期のランタンよりも電気陰性度が大きい。また、第5族で第5周期のジルコニウムよりも電気陰性度が小さい。第5周期元素のdブロック元素のなかではイットリウムがもっとも原子番号が小さい。
純粋な単体は空気中で比較的安定だが、これは酸化イットリウム(III) (Y2O3) の膜が金属表面を覆って不動態化するためである。水蒸気中で750 ℃付近まで加熱すると、膜の厚さは10 µmに達することがある。単体を細かくすると空気中で不安定となり、削り状のイットリウムは400 ℃以上で自然発火しうる。窒素中では、単体を1,000 ℃に加熱すると窒化イットリウム (YN) が生成する。イットリウムには2つの同素体がある(α、β)。それぞれの結晶構造は六方最密充填構造と体心立方格子である。

### ランタノイドとの類似点
イットリウムとランタノイド元素の性質はよく似ており、ともに希土類元素に属す。天然の希土類鉱物は必ず複数の希土類元素を含んでいる。
イットリウムは、周期表中で近くに位置する元素よりも、ランタノイドに性質が似ている。もし物理的性質だけに着目すれば、イットリウムの原子番号は64.5-67.5に相当する。この値はガドリニウムとエルビウムの中間である。しかし、イットリウムの密度が4.47 g/cm3であるのに対してルテチウムが9.84 g/cm3、ジスプロシウムが8.56 g/cm3であるように、イットリウムはほかのランタノイドより密度が低く、物理的性質の相違もある。
また反応次数もほぼ同じであり、テルビウムやジスプロシウムと化学反応性が似ている。原子半径 (180 pm) やイオン半径 (88 pm) も類似しており、溶液中ではまるで重希土類のようにふるまうため、重希土類のイオンは「イットリウム族」と呼ばれることがある。原子半径の類似性はランタノイド収縮による。
このようにイットリウムとランタノイドは非常に類似した化学的性質をもつが、相違点としては、イットリウムはもっぱら+3の原子価しか取らないのに対し、ランタノイドのおよそ半数は+3価以外の原子価も取ることが挙げられる。

### 化合物と化学反応
+3価の遷移金属として、イットリウムはさまざまな無機化合物をつくり、通常3つの価電子をすべて結合に使うため、酸化数は+3である。たとえば酸化イットリウム(III) (Y2O3) は1つのイットリウム原子が6つの酸素原子と結合した構造をもち、白色固体の物質である。
フッ化物、水素化物、シュウ酸塩は水に溶けないが、臭化物、塩化物、ヨウ化物、窒化物、硫化物はすべて水に溶ける。Y3+イオンは5d軌道と4f軌道に電子が存在しないため電子遷移による可視光の吸収が起こらず、その溶液は無色である。
イットリウムやその化合物は水と容易に反応してY2O3が生成する。濃硝酸やフッ化水素酸との反応性は高くないが、ほかの強酸とは容易に反応する。
単体は200 ℃以上でハロゲンと反応してフッ化イットリウム(III) (YF3)、塩化イットリウム(III) (YCl3)、臭化イットリウム(III) (YBr3) などのハロゲン化物をつくる。同様に、高温で炭素、リン、セレン、ケイ素、硫黄などと反応し、二元化合物をつくる。
炭素─イットリウム結合を持つ化合物を有機イットリウム化合物という。そのなかには酸化数0のイットリウムを含むものがある。ある三量体化反応の触媒として有機イットリウム化合物が使われることがある。その化合物は、Y2O3と濃塩酸および塩化アンモニウムから得られるYCl3を出発物質として合成される。
ハプト数とは、隣接する配位子がどのように中心原子へ結合しているかを表すもので、ギリシャ文字のイータ η で表される。カルボランが d0 金属原子にハプト数 η7 で配位している錯体として最初に発見されたのはイットリウム錯体であった。炭素インターカレーション化合物であるグラファイト-Yやグラファイト-Y2O3を気化することにより、Y@C82のような球状の炭素の檻の中にイットリウム原子を内包した原子内包フラーレンが生成する。電子スピン共鳴による研究で、Y3+と(C82)3−のイオン対の生成が示されている。またY3C、Y2C、YC2などの炭化物を水素化すると炭化水素が得られる。

### 元素合成と同位体
太陽系のイットリウムは恒星内元素合成に由来し、約72%がs過程、約28%がr過程によるものである。s過程は数千年かけてゆっくりと進み、脈動する赤色巨星の内部で起こる。r過程は超新星爆発に伴って起こる速い反応である。いずれも軽い原子核の中性子捕獲により質量数が増加する。
イットリウムはウラン核分裂反応の主要な生成物である。核廃棄物管理の観点で重要な同位体は、半減期58.51日の91Yと半減期64時間の90Yである。90Yは短い半減期を持ちながら、親核種のストロンチウム90 (90Sr) の半減期が29年と長いため永続平衡状態になる。
第3族元素の陽子の数は奇数なので安定同位体が少ない。イットリウムの安定同位体は89Yのみであり、これは天然に存在する。ほかの過程で生成した同位体が電子放出（中性子 → 陽子）で崩壊するための十分な時間をs過程が与えることにより、89Yの存在量が多くなったと考えられている。s過程では質量数（A = 陽子 + 中性子）が90、138、208付近の原子核が選択的に生成する傾向がある。このとき中性子数はそれぞれ50、82、126となる。このような同位体は電子をあまり放出しないので、結果として存在量が多くなる。89Yの質量数は90に近く、中性子数は50である。
質量数76から108まで、少なくとも32種のイットリウムの人工放射性同位体が確認されている。最も不安定な同位体は半減期150 nsの106Yであり、その次は半減期200 nsの76Yである。最も安定なものは半減期106.626日の88Yであり、その次は半減期58.51日の91Y、79.8時間の87Y、64時間の90Yである。ほかの同位体の半減期はすべて1日以内であり、そのほとんどが1時間以内である。
質量数88以下のイットリウム同位体は、主にβ+崩壊（陽子 → 中性子）によりストロンチウム (Z = 38) の同位体になる。質量数90以上のものは、主にβ−崩壊（中性子 → 陽子）によりジルコニウム (Z = 40) の同位体になる。また、質量数97以上のものはβ遅延中性子放出過程による崩壊が一部起こる。
質量数78から102まで、少なくとも20種の準安定同位体（励起状態の同位体）が知られている。80Yと97Yでは複数の励起状態が確認されている。基底状態より励起状態のほうが不安定なはずだが、78mY、84mY、85mY、96mY、98m1Y、100mY、102mYは基底状態のものより長い半減期を持つ。その理由は、これらは核異性体転移だけでなくβ崩壊によっても崩壊するためである。

## 歴史
1787年、軍隊中尉のかたわら化学者をしていたカール・アクセル・アレニウスは、スウェーデンのストックホルム近郊の村イッテルビーの古い石切り場で、黒色の重い岩石を発見した。彼はこれを、当時見つかったばかりのタングステンが含まれる未知の鉱物だと考え、これを「イッテルバイト」と名づけた。さらなる分析のため、その試料が多数の化学者に送られた。

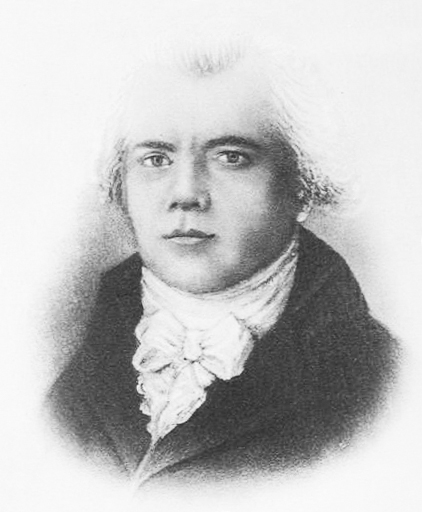
酸化イットリウム(III)を発見したヨハン・ガドリン

1789年、ヨハン・ガドリンはオーボ大学 (University of Åbo) でアレニウスの試料から新たな酸化物を発見し（当時は「アース」と呼ばれた）、1794年、分析を完了してその成果を発表した。1797年、アンデルス・エーケベリはこれを確認し、新たな酸化物を「イットリア (yttria)」と名づけた。数十年後、アントワーヌ・ラヴォアジエによる元素の近代的定義により、アースは元素へと還元することができると考えられるようになり、新たなアースの発見はそれに含まれる新たな元素の発見と同義であることが認識された。そしてイットリアには「イットリウム」が含まれると考えられた。
1843年、カール・グスタフ・モサンデルはイットリアから3種の酸化物、すなわち白色の酸化イットリウム(III)、黄色の酸化テルビウム(III,IV)（当時これは「エルビア」と呼ばれていた）、薔薇色の酸化エルビウム（これは「テルビア」と呼ばれていた）を発見した。四つ目の酸化物、酸化イッテルビウムは1878年、ジャン・マリニャックにより単離された。その後、新たな元素が単体としてこれらの酸化物から単離され、採石場のあったイッテルビー村にちなんで、それぞれイッテルビウム、テルビウム、エルビウムと命名された。さらに数十年後、7種の新たな金属が「ガドリンのイットリア」から発見された。イットリアは単一組成の酸化物ではなく鉱物であることがわかったため、マルティン・ハインリヒ・クラプロートはガドリンの名をとって、これをガドリナイトと改名した。
金属イットリウムは1828年、フリードリヒ・ヴェーラーが無水塩化イットリウムとカリウムを加熱することによって初めて単離した。
{\displaystyle {\ce {YCl3 + 3K -> 3KCl + Y}}}
1987年に、イットリウム・バリウム・銅酸化物が高温超伝導を示すことが発見された。この性質を示す物質としては2番目に見つかったもので、窒素の沸点以上で超伝導を示す物質としては、初めて見つかったものである。
2025年4月、アメリカ合衆国は、中国を含む対米貿易赤字額が大きい国・地域に相互関税を賦課すると発表。これに中国は、イットリウムを含む7つの中・重希土類の輸出規制を通告して対抗した。

## 産出

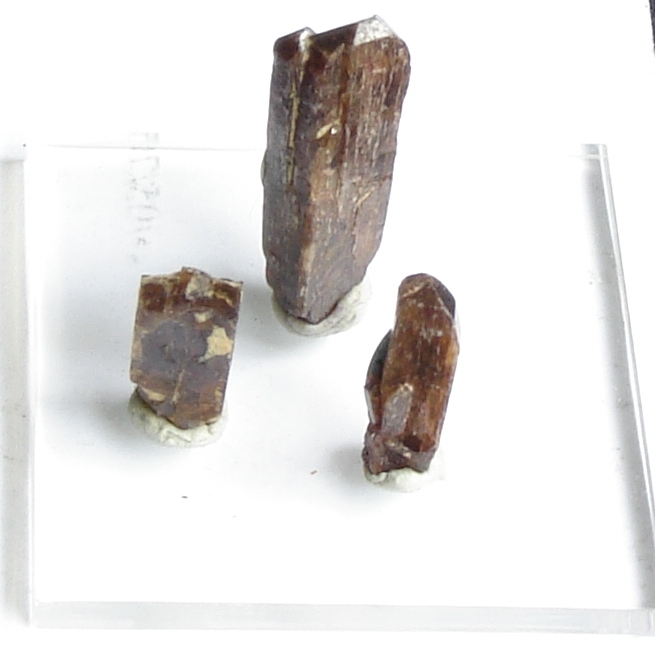
リン酸イットリウムを主成分とするゼノタイムの結晶

### 存在量
イットリウムはほとんどの希土類鉱石に含まれ、いくつかのウラン鉱石にも含まれるが、単体は自然界に存在しない。地殻中の存在量は約31 ppmであり、これは28番目に大きく、銀の400倍である。土壌中には10-150 ppm（乾燥質量の平均で23 ppm）含まれ、海水中には9 pptほど含まれている。アポロ計画で採集された月の石は、イットリウムを比較的多く含む。
生体内での役割は知られていないが、ほとんどの生物に含まれ、ヒトでは肝臓、腎臓、脾臓、肺、骨に濃縮する傾向がある。ヒトの体には0.5 mg程度のイットリウムが含まれており、母乳には4 ppmほど含まれている。新鮮な野菜や作物には20-100 ppmほど含まれ、なかでもキャベツに最も多く含まれる。最も高濃度なのは樹木の種子であり、700 ppm以上含まれる。

### 生産
イットリウムとランタノイドの物性が似ていることから、ともに同じような過程で鉱石中に濃縮される。そのため、これらは同じ鉱石、すなわち希土類鉱物中に存在する。鉱石中での軽希土と重希土の分離はわずかであって、完全なものとはならない。原子量は小さいが、イットリウムは重希土の中で濃縮される。
希土類元素の主な産出源として以下の四つが知られるが、モナザイトやバストネサイトなどの軽希土鉱物においては副生成物として少量のイットリウムが得られるのみであり、主要なイットリウム源はもっぱら重希土鉱物のゼノタイムに依る。

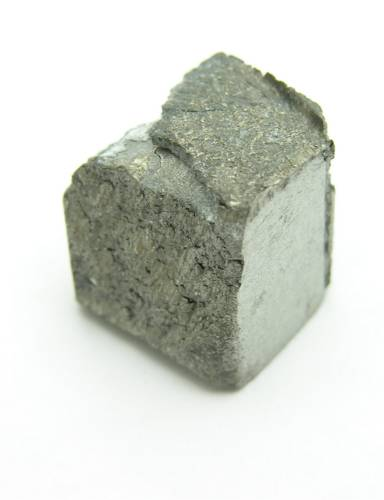
イットリウムのかけら。イットリウムと他の希土類元素を分離するのは困難である

- 炭酸塩・フッ化物塩を含む軽希土であるバストネサイト ([(Ce, La, etc.)(CO3)F])。イットリウムの割合は平均0.1%で[5][44]、残り99.9%は他の16種の希土類元素である[44]。1960年から1990年にかけてのバストネサイトの主な産地はカリフォルニアのパス山希土鉱山であり、当時アメリカは最大の希土類産出国だった[44][46]。
- モナザイト ([(Ce, La, etc.)PO4]) は大部分がリン酸塩で、侵食を受けた花崗岩の移動や重力による分離でつくられた漂砂鉱床を構成する。軽希土鉱石として、モナザイトは2%[44]（または3%[48]）ほどのイットリウムを含んでいる。19世紀初めに最大の鉱床がインドとブラジルで見つかり、両国は19世紀半ばまで最大のイットリウム産出国だった[44][46]。
- ゼノタイム（英語版）は希土類のリン酸塩で、リン酸イットリウム (YPO4) としてイットリウムを60%以上含む重希土鉱石である[44]。最大の鉱床は中国の白云鄂博（バイユンオボ）であり、1990年代にパス山鉱が閉山したため中国は最大の重希土輸出国となった[44][46]。
- イオン吸着型粘土（ログナン粘土）は花崗岩の風化によって形成され、重希土を1%程度含む[44]。濃縮物により鉱石は最終的に8%以上のイットリウムを含むようになる。イオン吸着型粘土は主に中国の華南地方で採掘される[44][46][49][50]。イットリウムはサマルスカイトやフェルグソナイト（英語版）中にもみられる[42]。

イットリウムを他の希土類から分離するのは困難であり、古典的な分離法である分別沈殿法では高純度なイットリウム化合物を得ることは事実上不可能である。イットリウムを分離するための前処理として、鉱石中に含まれる希土類のリン酸塩を熱濃硫酸に溶解させて希土類溶液を得る硫酸法が用いられている。この希土類溶液にシュウ酸を加えて重希土類をシュウ酸塩として沈降させ軽希土類と分離し、これを酸素中で加熱乾燥させることで酸化イットリウム(III)を60%ほど含有したイットリウム濃縮物が得られる。得られた濃縮物は塩酸に溶解された後、イオン交換クロマトグラフィーや溶媒抽出法によって各元素に分けられる。イオン交換法におけるキレート剤としては通常エチレンジアミン四酢酸 (EDTA) にあらかじめ銅(II)イオンや亜鉛(II)イオンなどの2価の金属イオンを吸着させたものが利用される。希土類元素とEDTAとの結合力はそれぞれの元素によって異なるため、イオン交換塔に希土類溶液を通すとEDTAとの結合力が強い順に希土類の混合物が分離され、イットリウムはジスプロシウムとテルビウムの間で得られる。この分離プロセスから明白なように、イオン交換膜法はバッチ処理を前提としているため大量生産には向いていないが、様々な組成の溶液を同一プロセスで処理できる利点がある。溶媒抽出法において利用される抽出剤としては、トリブチルリン酸やイソデカン酸などがある。イットリウムの抽出序列はランタノイド元素のほぼ中央にあり、また抽出序列の隣り合うランタノイド元素との分離効率がそれほど高くないため、抽出序列の異なる2種類の抽出剤を用いて2段階に分けて抽出される。溶媒抽出法は連続処理であるため大量生産に向いており、工業生産法としては溶媒抽出法が主流になっている。さらにフッ化水素と反応させると、フッ化イットリウムが得られる。
世界の年間の酸化イットリウム(III)生産量は、2001年に600トンに達した。また、世界の保有量は推計で900万トンに上る。毎年わずか数トンの金属イットリウムがフッ化イットリウムを酸化することにより生産され、カルシウムマグネシウム合金の金属スポンジに利用される。1,600 ℃以上に加熱を行うアーク炉内でイットリウムを融解させることができる。

## 応用

### 日用品

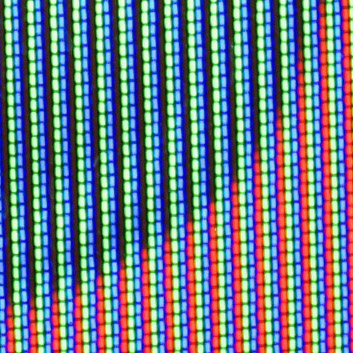
イットリウムはブラウン管テレビの赤色を作り出すために使われる元素の一つである

ユウロピウムイオン (Eu3+) をドープした酸化イットリウム(III) (Y2O3)、オルトバナジン酸イットリウム (YVO4)、二酸化硫化イットリウム(III) (Y2O2S) は蛍光体として、カラーテレビのブラウン管の赤色を出すために使われる。イットリウムが電子銃からのエネルギーを集め、それを蛍光体へ渡すと、ユウロピウムから赤色の光が放出される。Eu3+ のほかテルビウム (Tb3+) もドーパントとして用いられ、これは緑色の蛍光を発する。
イットリウム化合物はエチレンを重合してポリエチレンを製造する際の触媒となる。金属としては高性能点火プラグの電極に使われる。また、プロパンを燃料とするランタンのガスマントルの製造に、放射性物質であるトリウムの代替として使われる。
研究中の用途として、固体電極や自動車排気ガスの酸素センサーとして期待される、イットリウムで安定化したジルコニアが挙げられる。

### ガーネット

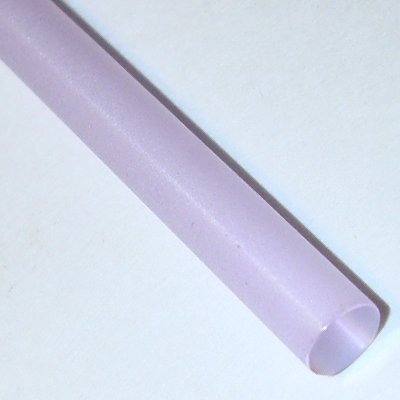
直径0.5 cmのNd:YAGレーザーロッド

イットリウムはさまざまな人工ガーネットの製造に使われる。イットリウム・鉄・ガーネット (Y3Fe5O12, YIG) は高性能マイクロ波電子フィルタである。イットリウム、鉄、アルミニウム、ガドリニウムのガーネット（Y3(Fe,Al)5O12、Y3(Fe,Ga)5O12など）は磁性を持つ。YIGを音響エネルギー発信機や変換器に用ると高効率のものが得られる。イットリウム・アルミニウム・ガーネット Y3Al5O12(YAG) はモース硬度8.5であり、模造ダイヤとして宝石に使われる。セリウムをドープしたイットリウム・アルミニウム・ガーネット (YAG:Ce) の結晶は、白色LEDの蛍光体に使われる。
YAG、酸化イットリウム(III)、テトラフルオロイットリウム(III)酸リチウム (LiYF4)、オルトバナジン酸イットリウム(III) (YVO4) に、ネオジム、エルビウム、イッテルビウムなどをドープしたものは、近赤外線レーザーに使われる。YAGレーザーは高出力で作動させることができ、金属の切削に使われる。ドープ済みYAG単結晶は通常チョクラルスキー法で生産される。

### 添加剤
クロム、モリブデン、チタン、ジルコニウムに微量のイットリウム (0.1-0.2%) を添加すると、その粒径が小さくなる。アルミニウムやマグネシウムの合金に添加すると、強度が増加する。一般に合金にイットリウムを添加すると、結晶の緻密化によって被加工性が向上し、強固な酸化被膜の形成によって高温条件下での再結晶や酸化、酸による腐食が起こりにくくなる。このような合金への添加剤としての用途においては高純度であることを必要とされないことも多く、イットリウムの単離工程における中間生成物であるイットリウム濃縮物をそのまま還元して用いる場合もある。コバルト、鉄との合金は永久磁石として利用される。
イットリウムはバナジウムや非鉄金属を脱酸素するのに使われる。酸化イットリウム(III)は、宝石である立方晶のジルコニアを安定化させる。これは、純粋なジルコニアでは温度変化によって結晶系が単斜晶系から正方晶系へと変化して割れを生じるが、イットリウムを添加することで温度変化に関わらず常に正方晶系となるため熱耐性が得られることによる。
延性に富むダクタイル鋳鉄の製造用の球状化剤として、イットリウムが研究されている。酸化イットリウム(III)は高い融点を持ち、衝撃抵抗と低い熱膨張率を提供するので、セラミックやガラスの製造に使われる。これはたとえば、多孔性窒化ケイ素の生産における焼結添加物や、カメラレンズに使われる。また、物質科学研究などに使われるイットリウム化合物を合成するための原料としても使われる。

### 医療
放射性同位体であるイットリウム90はイットリウム90-dota-tyr3-オクトレオチドやイットリウム90イブリツモマブ・チウキセタンなどの医薬品に含まれている。これらの薬は悪性リンパ腫、白血病、子宮、結腸直腸、骨などの癌の治療に用いられている。これらはモノクローナル抗体に付着し、癌細胞へと結合して、これをイットリウム90の発するβ線で破壊する。
イットリウム90でできた針は、メスよりも正確に切断を行うことができるので、痛覚を伝達する脊髄の神経を切り離すのに使われる。イットリウム90は、関節リウマチなどにより膝などに炎症を起こしている患者の治療のため、放射線滑膜切除術を行う際にも使われる。
ロボットを補助的に利用し、側枝神経や組織への損傷を減少する目的で行われた、イヌでの前立腺全摘除術実験に、ネオジムをドープしたYAGレーザーが用いられた。一方、エルビウムがドープされたものは、美容外科において皮膚再生（スキン・リサーフェイシング）への利用が検討されている。

### 超伝導体

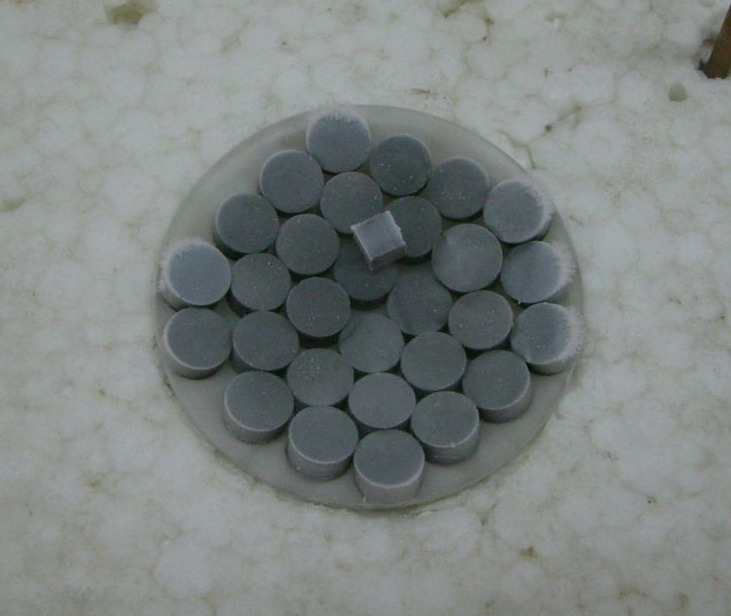
YBCO超伝導体

イットリウム・バリウム・銅酸化物 (YBa2Cu3O7, YBCO, 1-2-3) は1987年にアラバマ大学とヒューストン大学で開発された超伝導体である。この超電導体は約93 Kでその性質を現すが、液体窒素の沸点77.1 Kより高いという点で有用である。液体窒素は液体ヘリウムより安価なので、冷却のコストを大幅に減らすことができるためである。
イットリウム・バリウム・銅酸化物は化学式YBa2Cu3O7−dで表されるが、超電導性を示すには d は0.7より小さくなければならない。その理由はわかっていないが、空孔が結晶中の特定の場所（平面状または鎖状の銅酸化物）にしか発生せず、銅固有の酸化数を上げることが知られていて、これが超電導性に関係しているのだろうとされている。
1957年にBCS理論が発表されてから、低温超伝導性の理論はよく理解されるようになった。基礎となるのは結晶中の2電子間の相互作用の独自性である。しかし、BCS理論では高温超電導性を説明できず、詳細な機構は明らかになっていない。わかっているのは、超電導性を起こすには銅酸化物の組成を正確に制御する必要があるということである。
YBCOは、黒緑色、多結晶、多相の無機物で、ペロブスカイト構造を基にしている。研究者はペロブスカイトについて、実用的な高温超電導体の開発を目指している。

## 危険性
水溶性イットリウム化合物はわずかに有害であると考えられているが、不溶性化合物は無害である。動物実験により、イットリウムやその化合物は、種類によって程度は異なるが、肺や肝臓に損傷を与えることが示されている。ラットでは、クエン酸イットリウムの吸入により肺水腫や呼吸困難が生じ、塩化イットリウム(III)では肝臓水種、胸水、肺の充血が生じた。
ヒトがイットリウム化合物に曝されると肺疾患の原因となる可能性がある。バナジン酸イットリウムユウロピウムの粉塵に曝された労働者の目、肌、呼吸器に軽度の炎症が見つかった例があるが、これはイットリウムではなくバナジウムの影響による可能性もある。イットリウム化合物に急激に曝されると、息切れ、咳、胸痛、チアノーゼが起こることがある。アメリカ国立労働安全衛生研究所 (NIOSH) では、許容曝露濃度 (PEL) は1 mg/m3、生命と健康に対する危険性 (IDLH) は500 mg/m3を推奨している。イットリウムの粉塵は引火性である。